# Ostrówek 1
Ostrówek 1 (biał. Астравок 1, Astrawok 1) – wieś na Białorusi, w obwodzie grodzieńskim, w rejonie grodzieńskim, w sielsowiecie Putryszki.
Według Powszechnego Spisu Ludności z 1921 roku ówczesny zaścianek zamieszkiwało 69 osób, wszystkie były wyznania rzymskokatolickiego i zadeklarowało polską przynależność narodową. Było tu 10 budynków mieszkalnych.
Miejscowość należała do parafii świętych apostołów Piotra i Pawła w Hoży.
Wieś podlegała pod Sąd Grodzki i Okręgowy w Grodnie; właściwy urząd pocztowy mieścił się w Hoży.
Zobacz też: Ostrówek 2